# Sielsowiet Ruchcza
Sielsowiet Ruchcza (biał. Рухчанскі сельсавет; ros. Рухчанский сельсовет) – sielsowiet na Białorusi, w obwodzie brzeskim, w rejonie stolińskim, z siedzibą w Ruchczy 1.
Według spisu z 2009 sielsowiet Ruchcza zamieszkiwały 732 osoby, w tym 711 Białorusinów (97,13%), 10 Rosjan (1,37%), 10 Ukraińców (1,37%) i 1 osoba, która nie podała żadnej narodowości.

## Miejscowości
- wsie:
  - Ćmień 1
  - Ćmień 2
  - Kostrów
  - Kruszyn
  - Ruchcza 1
  - Ruchcza 2